# Крит
Крит (греч. Κρήτη [ˈkriti]) — самый большой греческий остров, пятый по величине остров в Средиземном море. Расположен в 110 км от континентальной Европы, в 175 км от Азии и в 300 км от Африки. Географически относится к Европе. Крит омывается Критским морем на севере, Ливийским на юге и Ионическим на западе. Административный центр — город Ираклион.
Площадь острова составляет 8261,183 квадратного километра (вместе с островами Гавдос и Дия — 8312,635 квадратного километра), протяжённость береговой линии — 1066 километров.
Периферия Крит составляет одну из тринадцати периферий Греции и является одним из крупнейших экономических и культурных центров страны.
Туристическая инфраструктура Крита лучше, чем на других островах, — Крит считается одним из самых популярных европейских курортов.
Туристические достопримечательности Крита включают археологические раскопки в Кноссе, Малии, Фесте, Гортине и т. д., венецианскую крепость Фортецца в Ретимноне, Самарийское ущелье, плато Ласити и Диктейскую пещеру, остров Имери-Грамвуса с бухтой Балос, а также уникальное в своём роде пресноводное озеро Курна.
В древности Крит был центром минойской цивилизации, процветавшей на острове приблизительно с 2600 по 1400 год до н. э. и считающейся древнейшей в Европе.

## Этимология
Древнее догреческое название от этнонима креты, упоминаемого в Ветхом завете Библии. В итальянском и некоторых других языках остров именуется Кандиа, первоначально это обозначало канал в городе Ираклион, прорытый в 820 году, позже стало названием всего города, а венецианцы распространили его на весь остров.

## География
Крит — крупнейший остров Греции и второй по площади в Восточном Средиземноморье. Вытянут на 260 км с запада на восток, максимальная ширина — 60 км. Площадь — около 8336 км². С севера омывается Критским морем (представляющим собой южную часть Эгейского), с юга — Ливийским, с запада — Ионическим. В западной части острова, где сливаются воды этих морей, расположена бухта Балос — одна из главных достопримечательностей острова: смешение воды разной температуры и химического состава порождает необычную игру оттенков.

### Береговая линия и прилегающие острова
Общая протяжённость береговой линии острова Крит составляет 1046 км. На северном берегу расположено несколько крупных заливов (с запада на восток):
- залив Кисамос (ограничен полуостровами Грамвуса и Родопос)
- залив Ханья (ограничен полуостровами Родопос и Акротири)
- бухта Суда (образована полуостровом Акротири)
- залив Мирабелон, в котором находится небольшой полуостров Спиналонга

В южный берег острова вдаётся залив Месара, а также несколько небольших бухт.
Окружающие Крит малые острова:
- острова Агрия-Грамвуса и Имери-Грамвуса на северо-западе
- острова Айи-Теодори в заливе Ханья
- остров Суда в заливе Суда
- остров Дия в центральной части Крита напротив Ираклиона
- остров Псира в заливе Мирабелон
- острова Дионисадес (Янисада, Драгонада, Паксимада) у северо-восточного берега Крита
- остров Эласа и острова Грандес у восточного побережья
- остров Куфонисион у юго-восточного берега
- острова Хриси и Микрониси
- острова Паксимадия у залива Месара
- острова Гавдос и Гавдопула к юго-западу
- остров Элафониси

Крайние точки острова: мыс Спата на севере, мыс Плака на востоке, мыс Литинон на юге и мыс Криос на западе.

### Рельеф
Крит имеет гористый рельеф, выделяется 3 основных горных массива (с запада на восток):
- Лефка-Ори («Белые горы»), расположены на западе острова (высота до 2243 м, вершина Пахнес)
- Ида или Псилоритис расположена в центральной части (высота до 2456 м, вершина Тимиос Ставрос (греч. Τίμιος Σταυρός — «Святой крест»)
- Дикти (высота до 2148 м, вершина Дикти)

Ряд горных систем со значительно более низкими пиками: Астерусийские или Кофинские горы, соединяющие Иду с Диктом, Виргиомено, Туба, Муцунас, Селенас, которые являются продолжением Дикты, горы Фрипты и поднимаются восточнее Иерапетра и другие.
На Крите много расположенных в горах плато, с плодородной почвой и достаточным количеством воды для земледелия. Крупнейшие из них:
- плато Ласити, расположенное в горах Дикти на высоте примерно 900 метров,
- расположенное рядом плато Катаро
- плоскогорье Нида, находящееся на высоте примерно 1400 метров между вершинами массива Ида
- плоскогорье Омалос, расположенное на высоте 700 метров в массиве Лефка-Ори.

Прибрежные низменности незначительны, крупнейшая из них — Месара, расположена в южной части острова. Среди других равнин (с запада на восток): равнина Кастели-Кисама, поле Айя, Ханийская равнина, Ретимнонская равнина, высотные равнины Монофация и Кастели-Ираклиона, приморская равнина Херсонесоса и Малии и Ситийская низменность.

Горы Крита, сложенные преимущественно известняками и сланцами (на западе), имеют крутые склоны и глубоко расчленены ущельями. Развиты карстовые явления.
Имеется множество пещер, некоторые из которых в древности использовались как места культа, о чём свидетельствуют многочисленные археологические находки.
Особой отличительной чертой Крита является наличие большого количества пещер, образовавшихся в результате многолетнего карстового действия воды на известняковые породы. Большинство пещер было известно ещё в доисторические времена: они использовались как помещения и места культа, о чём свидетельствуют различные артефакты, найденные археологами. Самые значительные пещеры острова:
- Диктийская пещера (на Дикте, вблизи поселка Психро)
- Идейская пещера (на Иде, близ поселка Аногиа)
- Мелодонская пещера (близ одноимённого поселка в провинции Апокорон)
- Пещера Омалоса в области Ханья (известная как пещера-пропасть Дзаниса)
- Пещера Сентони (Сфендони) в области Ретимно.

#### Ущелья
Характерной чертой рельефа острова являются ущелья. Самое известное и самое большое — Самарийское ущелье в южной части массива Лефка-Ори. Там же расположено ущелье Имброс. Среди других — Курталиотское ущелье в области Ретимно, ущелье Курталиотико недалеко от города Плакис. В восточной части острова находятся ущелье Ха, Ущелье красных бабочек и Ущелье мёртвых, а также ряд других небольших ущелий (Саракина, Месона, Милона).

### Водные ресурсы
На Крите рек мало и они небольшие — из-за незначительной ширины острова потоки, образующиеся на склонах гор, не успевают развиться до впадения в море. Основные реки: Иеропотамос и Анаподьярис на Мессарской равнине, Тифлос, Коленис и Алмирос на Ханийской равнине, Курталиот и Пателис в Ситиа.
На острове расположено два пресных озера, самое большое — Курна в провинции Апокорон, второе — озеро Вулисмени в городе Айос-Николаос. На Крите нет больших горных источников.

### Растительность и фауна
В растительном покрове доминирует фригана. Лесной покров (дуб, сосны, кипарис) занимает всего 2 % территории острова. Горные вершины покрыты лугами. Равнины не занимают большой площади, поэтому критяне обрабатывают также пологие склоны гор и холмов, как и некоторые прибрежные местности в глубине заливов, пригодные для тех или иных культур. Основные культуры: виноград, оливки, пшеница, кукуруза. Широкая Мессарская равнина с древности обеспечивает зерном весь остров.
На Крите водится много птиц. Обитает несколько видов змей, но ядовитых и опасных для человека нет. В удалённых горных районах острова и на мелких окружающих островах встречаются дикие козлы.

## Климат
Крит расположен в двух климатических зонах — Средиземноморской и Северо-африканской. Климат на острове средиземноморский. Погода на острове характеризуется умеренной дождливой зимой и сухим жарким летом. Влажность меняется в зависимости от близости к морю. В течение лета средняя температура колеблется от +20 °C до +30 °C при влажности 50 %. Исключением может быть южное побережье Крита, которое является частью Северо-Африканской климатической зоны, и вследствие этого здесь более высокая температура летом и более мягкие зимы.
Средняя температура зимой достигает +16 °C при влажности 75. Зима мягкая, но ветреная. На равнинах снег практически не выпадает, но весьма часто выпадает в горной местности.
- Январь: холодный, дождливый и ветреный. Но в январе одну неделю, как правило, стоит хорошая, безветренная погода. Этот период называется «тихие дни».
- Февраль: немного теплее и солнечнее января, однако есть холодные дни. Начинают набухать почки миндальных деревьев.
- Март: обычно холодный и ветреный, но бывают и солнечные дни. В марте 2001 года температура поднялась до отметки в 30 °C.
- Апрель: характеризуется средней температурой и редкими, кратковременными дождями. Начинают расцветать полевые цветы острова.
- Май: погода становится теплее и солнечной. После 10 мая дожди маловероятны. Мельтеми — северный ветер, характерный для летнего сезона, ещё не дует.
- Июнь: солнечный и жаркий.
- Июль: ветреный и жаркий. Начинаются северные ветры.
- Август: ветреный и жаркий. Температура достигает 30 — 35 °C.
- Сентябрь: солнечный, менее ветреный, возможны кратковременные дожди, особенно в западной части острова.
- Октябрь: солнечный, не очень ветреный.
- Ноябрь: возможны как солнечные, так и дождливые дни. Для этого месяца характерны южные ветры.
- Декабрь: погода неустойчивая.

| Показатель                    | Янв. | Фев. | Март | Апр. | Май | Июнь | Июль | Авг. | Сен. | Окт. | Нояб. | Дек. | Год   |
| ----------------------------- | ---- | ---- | ---- | ---- | --- | ---- | ---- | ---- | ---- | ---- | ----- | ---- | ----- |
| Средний суточный максимум, °C | 15   | 15   | 16   | 20   | 23  | 27   | 29   | 29   | 27   | 24   | 20    | 16   | 21,8  |
| Средний суточный минимум, °C  | 9    | 9    | 10   | 12   | 15  | 19   | 22   | 22   | 20   | 17   | 14    | 11   | 15    |
| Норма осадков, мм             | 59,8 | 48   | 46,2 | 21,5 | 8,2 | 1,1  | 0,4  | 1    | 6,1  | 26,5 | 55,9  | 72,6 | 347,3 |
| Источник: Погода MSN          |      |      |      |      |     |      |      |      |      |      |       |      |       |

## История
- Кносский дворец
- Каменистая доска «Большая Надпись» в Гортине
- Современная транскрипция древнего закона Гортины (тип письма — бустрофедон)

Каменные орудия ашельской культуры, возрастом 130 тысяч лет, найдены недалеко от деревни Плакиас на южном побережье острова Крит. При раскопках на юге Крита (Этокремнос) было обнаружено поселение, возрастом 11—13 тысяч лет.
В период неолита, около 7000 лет до н. э. были созданы первые поселения (Кносс, Магаса, Трапеза), жители которых разводили крупный рогатый скот, овец, коз, свиней, а также выращивали злаки и бобовые культуры. Жили они в каменных домах, реже в пещерах. В пещерах Илифииас (греч. Ειλειθυίας), Стравомити (греч. Στραβομύτη), Эллиноспилио (греч. Ελληνοσπήλαιο) были найдены оружие, инструменты, гончарные изделия, ножи из камня и кости, а также религиозные предметы, посвящённые богине плодородия.
К началу II тысячелетия до н. э. на острове Крит сложилось четыре местных царства с центрами в городах Кноссе, Фесте, Малии и Закросе. Население острова составляли минойцы (греч. ετεόκρητες), кидоны (греч. κύδνες), а также мигрировавшие с материка пеласги, карийцы и финикийцы. До извержения вулкана Санторин на Крите проживал 1 млн человек, из них 100 тыс. — в Кноссе.
В начале I тысячелетия до н. э. на Крите появились дорийцы, образовав около 20—100 полисов. Во главе каждого полиса стоял совет (була), состоявший из 30 членов и 10 космов во главе с протокосмом. Население состояло из полноправных граждан периэков, государственных крепостных — мноитов (мнотов), частных крепостных — кларотов или амафиотов и покупных рабов — хрисонетов. Полисы Крита состояли из старт, а старты — из гетерий.
В 75 году до нашей эры была создана провинция Крит и Киренаика. В 767 году была образована фема Крит. С 824 по 961 год был захвачен мусульманами и существовал как Критский эмират. В 1205 году захвачен католиками и существовал как Королевство Крит. C 1210 года в течение нескольких столетий был под контролем Венеции. В 1669 году вновь захвачен мусульманами и существовал как Вилайет Крит. После восстания 1896—1897 годов (Критское восстание 1897—1898 годов) в 1898 году было создано Критское государство. В 1913 году Критское государство воссоединилось с Грецией.
В Библии, в Новом Завете, есть Послание к Титу, написанное Павлом руководителю христианской общины находящейся на Крите.

### Мифология
Древнегреческая мифология особенно выделила этот остров, признав его землю родиной отца всех богов и людей — Зевса. Его мать Рея, спасаясь от своего мужа Крона, который глотал всех своих детей, чтобы те не отобрали у него власть, с помощью Геи и Урана прибыла на Крит и родила Зевса в одной из местных пещер. Воспитанием бога занимались нимфы, а когда Зевс возмужал, вступил в борьбу с отцом и, одолев его, стал обладателем неба.
От брака Зевса с Европой, которую он, превратившись в белого быка, похитил из Финикии и привез на Крит, родилось три сына: Минос, Радамант и Сарпедон. Наибольшую честь и славу из трёх братьев получил Минос — справедливый и мудрый царь Крита, столицей которого был Кносс, а важнейшими центрами — Фест и Кидония. Во времена правления Миноса Крит стал богатой страной, в которой достигли высокого уровня культура и искусство, а народ жил в мире и справедливости. Руководить государством Миносу помогал его брат Радамант, в то время как Сарпедон основал собственное государство в Ликии.
С Миносом связаны и другие известные мифы. Среди них — миф о Минотавре и о подвиге отважного афинского царевича Тесея, одного из виднейших героев в древнегреческой мифологии. Посейдон, чтобы наказать Миноса, заставил его жену, царицу Пасифаю, влюбиться в быка. От неестественных отношений царицы с быком родилось чудовище с бычьей головой и человеческим телом по имени Минотавр. Минос запер чудовище в лабиринте — запутанной темнице в подземелье своего дворца, который построил Дедал.
В те времена Афинское государство платило Миносу кровавую дань, посылая на съедение Минотавру семь благородных юношей и семь красивых знатных девушек. Благородный Тесей, сын царя Афин Эгея, решил освободить родину от этой унизительной и ужасной дани. Он поплыл на Крит к Миносу с намерением убить чудовище. С царём Эгеем было договорено, что в случае успеха вместо чёрного траурного паруса корабля будет поднят белый парус триумфа. Самой трудной задачей было отыскать выход из лабиринта. Ариадна, дочь Миноса и Пасифаи, влюбилась в Тесея и помогла ему при условии, что царевич женится на ней и заберет её с собой в Афины. Ариадна дала ему клубок ниток. Тесей вошёл в лабиринт и, распутывая клубок, добрался до места, где находился Минотавр, убил его, а потом, наматывая «нить Ариадны» в клубок, нашёл выход. Вместе с афинской молодежью и Ариадной Тесей отправился на афинской триере к берегам родины. Однако радости от убийства Минотавра было так много, что Тесей забыл спустить чёрный парус и поднять белый. Царь Эгей с тревогой ожидал на скалах появления корабля. Увидев вдали чёрный парус, он решил, что афинская молодежь в очередной раз была принесена в жертву, а вместе с ней погиб и его любимый сын. Эгей от жалости опустил голову и бросился в море, названное его именем — Эгейское море. Однако любовь Ариадны и Тесея также не была счастливой. Существует миф, что герой покинул царевну на острове Диа после ночи любовного единения, а по другой версии — Ариадну забрал к себе влюблённый в неё бог Дионис.
С Критом времени правления Миноса также связано сказание о Дедале и Икаре. Умелый зодчий дворца и создатель лабиринта Дедал вызвал гнев Миноса из-за того, что помог его жене вступить в противоестественную связь с быком. Желая сбежать с острова вместе со своим сыном Икаром, и ввиду того, что царь держал под контролем все морские пути, Дедал решил, что спастись они смогут, только улетев, словно птицы. Поэтому он смастерил две пары крыльев, скрепил перья воском и привязал одну из них к плечам сына, а другую — к своим собственным. Однако во время полёта очарованный красотой и скоростью движения Икар поднялся слишком высоко к солнцу. Воск расплавился, Икар упал и утонул в море, которое стали называть его именем — Икарийское море. Дедалу, летевшему осторожнее, удалось добраться до Сицилии. Смерть Миноса была бесславной: когда тот прибыл на Сицилию, требуя возвращения Дедала для наказания, его убили дочери тамошнего царя Кокала.

## Территориальное деление
Остров Крит — одна из периферий Греции. Состоит из четырёх номов:
- Ханья
- Ретимно
- Ираклион
- Ласити

## Города
Крупнейшие города Крита:
- Ираклион — столица острова (население 140 730)
- Ханья (население 59 838)
- Ретимнон (население 32 694)
- Иерапетра (население 21 025)
- Айос-Николаос (население 19 667)
- Сития (население 9075)

## Население и демография
Согласно переписи населения 2001 года, на острове проживало 601 159 жителей: 297 288 женщин и 303 871 мужчина.
Более трети всего населения сосредоточено в трёх крупнейших городах: в столице Ираклион 137 766 жителей, в Ханье — 53 046 и в Ретимноне — 32 468. В городе Айос-Николаос проживает 19 677, в Ситии и Иерапетре — 14 431 и 22 700 жителей соответственно. По данным переписи населения 2021 года, число жителей Крита составляет уже 617 360 человек: 312 988 женщин и 304 372 мужчины.
| Номы     | 1951    | 1961    | 1971    | 1981    | 1991    | 2001    |
| -------- | ------- | ------- | ------- | ------- | ------- | ------- |
| Ираклион | 189 637 | 208 374 | 209 670 | 243 622 | 263 868 | 294 312 |
| Ханья    | 126 524 | 131 061 | 119 797 | 125 856 | 133 060 | 149 163 |
| Ретимно  | 72 179  | 69 943  | 60 949  | 62 634  | 69 290  | 81 781  |
| Ласити   | 73 784  | 73 880  | 66 226  | 70 053  | 70 762  | 75 903  |
| Всего    | 462 124 | 483 258 | 456 642 | 502 165 | 536 980 | 601 159 |

С 1951 по 1991 год население Крита выросло на 15 %. В частности, в номе Ираклион — на 39 %, в номе Ханья — на 5 %. В номах Ретимно и Ласитион численность населения, напротив, уменьшилась на 4 %. В 1961—1971 гг. население Крита начало сокращаться из-за слабой экономики — жители начали эмигрировать за рубеж: в Австралию, Канаду, США и другие страны.
Сейчас[когда?] плотность населения острова составляет 80,81 чел./км². Рождаемость — 9,0 на 1000 человек, смертность — 9,4 на 1000 человек; детская смертность — 7,26 на 1000 новорождённых. Количество жителей в возрасте до 15 лет составляет 16 % населения Крита, от 15 до 65 лет — 67 %, население старше 65 лет — 17 %.
Грамотность — 95 %: среди мужчин — 98 %, среди женщин — 93 %.
Абсолютное большинство жителей острова составляют греки — 98 %. До греко-турецкого обмена населением 1923 года на Крите проживала этническая группа — критские мусульмане.
Большинство жителей острова — прихожане Критской православной церкви (98 %). Мусульмане — 1,3 %, представители других конфессий — 0,7 %.

## Социальная инфраструктура

### Образование и наука
Критские школьники, как и все греческие, идут в школу в возрасте 6 лет и учатся до 15. После окончания школы они получают дипломы, которые позволяют им поступать в высшие учебные заведения.
- Начальная школа — 6 лет (обязательно)
- Средняя школа — 3 года (обязательно)
- Лицей — 3 года
- Университет — 4-6 лет

На острове Крит находятся три высших учебных заведения:
- Критский университет, основан в 1973 году и насчитывает примерно 23 500 студентов. Имеет школы в Ираклионе и Ханье.
- Критский технический университет, построенный в Ханье в 1977 году[17], но первые студенты были набраны только в октябре 1984[17].
- Критский технологический институт образования (греч. Τομέας Επιστήμης Υπολογιστών), расположенный в Ираклионе и имеет свои подготовительные школы в Айос-Николаос, Иерапетре, Ханье и Ситии.

В Ираклионе находится один из крупнейших и важнейших исследовательских центров Греции — Фонд исследований и технологий Hellas (FORTH) (греч. Ίδρυμα Τεχνολογίας και Έρευνας – ΙΤΕ), который состоит из пяти научно-исследовательских институтов. В городе Гувес, в номе Ираклион, расположен Институт морской биологии, имеющий большое количество учреждений в сфере агрономии, (Институт виноградарства, сбора урожая и цветоводства в Ираклионе, Институт субтропических растений и оливковых деревьев в Ханье, Средиземноморский институт агрономии в Ханье и другие).
Сегодня на Крите ведётся большое количество археологических и исторических исследований, проводимых Министерством культуры Греции и Критским университетом.
В Ханье действует английская школа, которую финансирует финский Национальный совет по вопросам образования. Она была открыта в 1994 году. В 2005 году в Ираклионе открылась английская школа The European School, в которой обучение бесплатное.

### Медицина
Крит считается одним из наиболее самодостаточных регионов Греции. Общее количество врачей на острове — 1698. То есть на одного врача приходится 318 жителей (или 3,15 врачей на 1000 жителей). Это немного меньше, чем в среднем по Греции. Кроме того, общее количество медсестёр на острове — 2182. То есть на одну медсестру — 247 жителей острова (или 4,05 медсестер на 1000 жителей), что несколько больше среднегреческого показателя обеспеченности населения медперсоналом.
Первая медицинская помощь
Национальная система здравоохранения обеспечивает остров больницами, клиниками, хирургией в амбулаторных условиях и оказывает первую медицинскую помощь жителям. Местные власти прежде всего заботятся о секторе первой медицинской помощи.
| Ном      | Количество | Места                                                              |
| -------- | ---------- | ------------------------------------------------------------------ |
| Ираклион | 6          | Мойрес • Санта-Барбара • Аркалохори • Кастелли • Харакас • Бианнос |
| Ласити   | 4          | Дзермиадо • Иерапетра • Сития • Неаполи                            |
| Ханья    | 3          | Ханья • Вамос • Киссамос • Кантанос                                |
| Ретимнон | 4          | Спили • Санта-Фотини • Перама • Аногия                             |

Общее количество жителей, которые обращаются в службу первой медицинской помощи, — 165 696. Это 6,5 % от всего населения страны.
По данным Национальной системы здравоохранения, на Крите действует 8 общественных больниц. Университетская региональная больница и больница имени Венизелоса находятся в Ираклионе. Также есть по одной больнице в номах Ретимно, Ханье и Ласитиону. В Ханье также расположены военно-морской госпиталь и психиатрическая клиника. Общее количество мест в общественных больницах — 1659.

### Почта
В 1669 году Крит был захвачен Османской империей. После греко-турецкой войны 1897 года по требованию Великобритании, России, Франции и Италии Крит получил административную автономию. Для наблюдения за действиями османской администрации ряд стран направили на остров военные корабли. В портах Крита военными администрациями государств — гарантов автономии — были организованы временные почтовые службы. На Крите действовало 5 иностранных отделений почтовых служб: австро-венгерская (1845—1914), британская (1898—1899), итальянская (1900—1914), русская (1899) и французская (до 1914).
С 1900 по 1907 год выпускались собственные почтовые марки Критского государства оригинальных рисунков. С 1908 по 1910 год эти марки выходили с надпечаткой «ΕΛΛΑΣ» (Греция). В 1905 году свои собственные марки выпускала также критская повстанческая организация Революционная ассамблея, базировавшаяся в небольшой деревне Ферисо (район Ханьи). После воссоединения Крита с материковой Грецией в 1913 году почтовые отделения острова обслуживаются Греческой почтовой службой.

## Транспорт

### Автомобильный
Дорожное сообщение после присоединения к Европейскому Союзу было значительно расширено. Из шведского города Мальмё до Ханьи пролегает европейский автомобильный маршрут E65. Другой европейский маршрут — E75 — начинается в норвежском городе Вардё, проходит через Ханью, Ираклион, Айос-Николаос и заканчивается в Ситии. Крит имеет хорошую сеть дорог и регулярное городское и междугородное автобусное сообщение. Автобусные рейсы обслуживает местная автобусная компания KTEL, основанная в 1927 году.
Главная автотрасса Крита — Новая национальная дорога, проходящая через весь остров вдоль северного побережья и соединяющая основные города от Киссамоса на западе до Ваи на востоке. От неё отходят местные дороги к населённым пунктам, расположенным в глубине острова. Проехать вдоль южного побережья можно везде, кроме небольшого участка в районе национального парка Самария.

### Авиационный
Крит имеет воздушное сообщение с материковой Грецией и Кипром, а также со всеми странами Европы, в которых осуществляются регулярные чартерные рейсы. Крупнейшими авиакомпаниями, обслуживающими критские аэропорты, являются: Olympic Airways, Bluebird Airways, Aegean Airlines и Cyprus Airways. В летний период количество рейсов увеличивается — в столичный аэропорт прибывает более 130 самолётов в день.
На острове имеется три аэропорта, причём два из них международные и один местный:
- Ираклион (Никос Казандзакис), международный, код IATA HER
- Ханья (Иоаннис Даскалояннис), международный, код CHQ
- Сития, местный, код JSH

### Морской
Крит имеет два важнейших порта в Восточном Средиземноморье — порт Ираклиона и порт Ханьи (Суда). Остров имеет морское сообщение с материковой Грецией, а также с островами Эгейского моря, Европой и другими странами мира. Эти два порта играют значительную роль в становлении Крита как одного из крупнейших торговых центров Средиземного моря. Меньшие порты находятся в городах Ретимно и Айос-Николаос. Кроме того, на острове большое количество небольших портов, бухт, гаваней и якорных стоянок; также, есть сообщение между городками Палеохора и Хора Сфакион на юго-западе Крита и островом Гавдос.

## Экономика
До присоединения Крита к Греции в 1913 году экономика острова характеризовалась слабым развитием. Большая часть лесов и полей была уничтожена в результате пожаров во времена турецкой оккупации. Несмотря на то, что Крит — гористый остров с незначительной равнинной территорией, его сельское хозяйство отличается щедрыми урожаями благодаря плодородной почве и благоприятному климату. На прибрежных участках и на Мессарской равнине, расположенной в самом центре острова, растут оливковые деревья и виноградники, которые составляют основу сельского хозяйства. Из винограда изготавливают знаменитое критское вино и изюм султанина. Лучшие вина Крита — Арханеса, Песа, Сити пользуются большим спросом и идет на экспорт. В районе Мессара также выращивают рожь: местная долина была известна ещё римлянам, которые называли её «хлебной кладовой». В последние годы на юго-востоке острова начали выращивать различные виды цветов.
Экономика Крита в прошлом основывалась в основном на сельском хозяйстве, но благодаря реформам 1970-х годов, эта ситуация стала изменяться. Хотя и сейчас сельское хозяйство, благодаря климату и плодородной почве, играет существенную роль в экономике, наблюдается увеличение производства в сфере услуг (в большинстве своём связанных с туризмом). Все три сектора Критской экономики (сельское хозяйство, переработка и сфера услуг) объединены и взаимозависимы.
Безработица на острове находится на уровне 4 % (средний уровень безработицы в Греции 8 %). Как и в других областях Греции, выращивание оливок на Крите занимает большое место в экономике.
Крит активно экспортирует оливковое масло, маслины, виноград (как десертные, так и винные сорта), цитрусовые, вишню, авокадо, инжир, персики и киви, бананы, ароматические и лекарственные растения, плоды рожкового дерева и прочее. Также на острове есть большое количество пасек: здесь изготавливают мёд с особым вкусом и лекарственными свойствами. Более всего ценится мёд из чабреца.
Первое место в экспорте Крита занимает оливковое масло, второе — критский изюм. На международном конкурсе в Дании критский изюм был признан лучшим в мире.
Значительная роль в экономике острова принадлежит животноводческой и рыбной промышленности. На пастбищах Крита разводят в основном коз и овец, а полученные от них сыро-молочные продукты (критский твёрдый сыр анфотирос, сыр мизифра) отличаются высоким качеством и особым вкусом.
Недра критской земли богаты полезными ископаемыми: асбест, известняк и лигнит. Но горнорудная промышленность ограничивается добычей известняка.

### Туризм
Туризм — одна из важнейших составляющих в экономике острова. На Крите хорошо развитая туристическая инфраструктура, лучше, чем на других греческих островах. Всего Крит посещают более 2,5 миллионов туристов в год, преимущественно — европейцы. Благодаря теплому морю, субтропическому климату, развитой сети туристических центров и комфортабельным гостиничным комплексам, Крит является одним из самых популярных европейских курортов.

## Культура и традиции

### Музеи
Музейное наследие на Крите имеет большое культурное значение. Музеи находятся в основном в крупнейших городах острова: Ираклионе, Ханье, Ретимно, Айос-Николасе и др. Один из известнейших и крупнейших музеев не только самого острова, но и всей страны — Археологический музей Ираклиона, основанный ещё в 1883 году. В его 20 залах хранятся основные и важнейшие экспонаты минойской цивилизации Крита: керамика, ювелирные изделия, литографии, саркофаг, фрески, микроскульптуры и прочее. В историко-этнографическом музее Ираклиона представлены экспонаты критской народной культуры: фрески, иконы, рукопись и карты, книги, рукодельные изделия, традиционные критские одежда и украшения, портреты и оружие, султанские фирманы. Кроме этого, в залах также выставлены предметы повседневного обихода, музыкальные инструменты, деревянные сундуки и т. п. Среди других музеев Ираклиона: Музей изобразительного искусства (в котором хранятся экспонаты средневековой и современной истории Крита), Музей Критской войны и национального восстания, Музей церковного искусства (в котором предствалены фрески XIII—XIV веков, христианские реликвии, рукописи, церковные книги, резьба по дереву и большое количество византийских икон).
- В Археологическом музее Иерапетра, который расположен в доме Османской Школы, экспонируются находки, найденные в районе Иерапетра, относящиеся к разным эпохам. Среди важнейших экспонатов — посуда, пифос и лабрисы, глиняный гончарный круг; декоративные саркофаги, саркофаг с епископом с изображением двенадцати сцен, статуэтки, рельефные плитки геометрической и архаической эпох, римские светильники с рельефным декором, статуи римских времен с Виглии и статуя богини Деметры.
- В Археологическом музее Агиос-Николаоса находятся образцы ткачества, резьбы по дереву, а также местной традиционной одежды и византийские иконы.
- В Археологическом музее Сити экспонируется посуда из Агиа Фотия, Мохлос, Псиры, Палекастро и Закроса. Также в нём хранятся таблички линейного письма А из дворца Закрос и уникальная давильня винограда с оригинальными принадлежностями из того же дворца. Этнографический музей города Сити содержит большое количество экспонатов: ткани, вышивка, традиционная местная одежда и мебель, посуда, ткацкий станок и др.
- В Археологическом музее Ретимно можно увидеть статуэтки, украшения, разнообразные орудия труда, наконечники и копья эпохи неолита из пещер Герани и Эллинес; керамику позднеминойской эпохи с Мастабаса-Ретимно и некрополя в Армени; геммы, Ларнаку, коллекцию монет разных времен из разных местностей. В Историко-этнографическом музее Ретимно хранятся коллекции тканей, картин, а также большое количество экспонатов этнографического характера. Этнографическая коллекция лицея гречанок экспонирует коллекции традиционной местной одежды и украшений, обилие вышивок, тканей, резьбы по дереву и глиняной посуды.
- Археологический музей Ханье содержит находки, которые были сделаны в районе Ханьи и на всей территории Западного Крита, от эпохи неолита до римской эпохи. Наиболее важными экспонатами являются: таблички с линейным А и фрагмент амфоры со знаками линейного письма Б; расписанные саркофаги и саркофаг с изображением священной охоты из некрополя Армени; римские мозаики из Ханьи с изображением Посейдона и Аминоны, Диониса и Ариадны; статуэтки классической и эллинистической эпох, коллекция монет, стеклянные сосуды греко-римских времен с Тарр. В Ханье расположен Критский исторический архив и музей, в котором хранятся различные коллекции, архивы, церковные приборы, карты, монеты; в специальном зале экспонируются личные и памятные вещи Элефтериоса Венизелоса, кроме этого, ценная библиотека и этнографическая коллекция. Мореходный музей Ханье находится в здании крепости Фиркас и экспонирует макеты кораблей, а также реликвии Греческого военно-морского флота.

- Музей Homo Sapiens в нескольких километрах от пещеры, где, по преданию, родился Зевс — памятник Гагарину, собаке Лайке, погибшим экипажам Аполлона, Союзов и Шаттлов (всего 21 человек) и Нилу Армстронгу — за прогулку по Луне.

### Историко-культурные памятники
К основным историко-культурным и архитектурным достопримечательностям острова относятся: 

Кносс. Кносский дворец был одним из культурных и политических центров минойской цивилизации в 1900—1450 годах до н. э. Во времена своего расцвета и могущества Кносс был одним из самых влиятельных полисов по всему Средиземноморью. В Кносском дворце впервые в истории человечества применены такие инженерные и архитектурные идеи, как многоэтажные здания, естественное и искусственное освещение, водопровод и канализация, вентиляция, отопление, а также мощёные дороги. События, происходившие в Кноссе, повлияли на греческий эпос, появившийся несколькими веками позже.
Фест. По значению для археологической науки Фест занимает второе место после Кносса. Фест был очень богатым, многолюдным и независимым городом. Район Феста был населен ещё в эпоху неолита, о чём свидетельствуют фундаменты неолитических жилищ, инструменты, статуэтки и посуда, найденные во время раскопок под складами дворца. Раскопки на территории города, начатые Итальянской археологической школой под руководством Федерико Хальбхерра, были продолжены под руководством Луиджи Пернье и Д. Леви и дали значимые находки минойского, геометрического и эллинистического периодов в истории Эллады.
Малия. Малия была одним из важнейших центров минойского мореплавания и торговли. Раскопки на территории полиса были начаты в 1915 году Иосифом Хадзидакис и продолжаются в настоящее время Французской археологической школой. На территории минойского города раскопано много частных жилищ и захоронений в Хрисолакоси. Эта местность была заселена ещё в эпоху неолита. Первый дворец был построен примерно 1900 года до н. э., разрушен — около 1700 года до н. э., после чего был построен новый дворец, который также был разрушен примерно в 1450 года до н. э.
Вафипетро был раскопан в 1949 году Спиридона Маринатос. Это небольшое здание, некоторые участки которой были двухэтажными, со стенами, покрытыми цветной штукатуркой, без фресок. Считают, что мегарон был построен около 1600 года до н. э., а разрушен и заброшен — около 1550 года до н. э. На территории дворца были найдены и восстановлены маслобойни и давильные для винограда. Также археологи нашли ткацкие станки и гончарные круги. Одной из важнейших находок является большая орнаментированная амфора для масла.
Гортина. Гортина была одним из старейших и самых могущественных городов Крита, а в римский и ранневизантийский периоды — столицей острова. На территории Гортины находятся руины римского претория (сооружение IV века н. э.), двух нимфеи, Пифии Храма Аполлона Пифийского), святилища египетских божеств, двух театров, амфитеатра, акведука и терм.

#### Другие достопримечательности

##### Исторические памятники
- Агиа Фория(некрополь с большим количеством камерных и шахтных захоронений раннеминойский эпохи)
- Агиа Триада (руины царской виллы Агиа Триады недалеко от Феста)
- Амнис (Минойский порт)
- Анемоспилья (Миноский храм, в котором проводились ритуалы пожертвования)
- Архан (Миноский летний дворец)
- Армени (позднеминойский некрополь)
- Грамвуса (пиратский остров, венецианская крепость)
- Элефтерна (римский город)
- Фурне (некрополь в Архан)
- Фурне-Корфу (раннеминойское поселение)
- Гурния (минойский город)
- Итанос (минойская и дорийская городская гавань)
- Като-Закрос (Минойский дворец)
- Аркадийского монастырь
- Превели (монастырь)
- Монастырь Гониас в Колимвари
- Монастырь Топлу
- Ласея (римское поселение)
- Лато (дорийское поселения)
- Олус (древний затонувший город)
- Палекастро (минойский город)
- Фаласарна (греко-римский городской порт)
- Пиргос (минойское поселение)
- Ризения (древний город)
- Тилисс (Минойское имение)
- Вафипетро (Минойское имение)
- Франкокастелло (венецианская крепость)
- Немецкое военное кладбище в Малеме

##### Природные памятники
Водоёмы
- Озеро Курна
- Озеро Вулисмени

 Горы
- Анаполисе — плоскогорье
- Аскифу
- Гиус-Камбос
- Ласифийское плоскогорье
- Нида — плоскогорье
- Омалос (Лефко-Ори)

 Пляжи и бухты
- Аммуди
- Балос
- Дамнони
- Элафониси
- Франкокастелло
- Комос
- Пальмовый пляж в Превели
- Красный пляж
- Схинария
- Триопетра
- Пальмовый пляж Ваи
- Гувес

 Ущелья
- Ущелье Рихтис[22]
- Ущелье Арадена
- Нимброское ущелье
- Ущелье Агиа-Ирини
- Ущелье Каликратис
- Ущелье Коцифу
- Ущелье красных бабочек
- Ущелье Ха
- Курталиотское ущелье
- Перволакийская ущелье
- Самарийское ущелье

 Другие памятники
- Спиналонга (Калидония)
- Панагия-Кера

### Традиционная одежда
Критская мужская одежда неоднократно меняла свой облик в зависимости от эпохи и местных условий, пока в конце XVI века не появился известный, распространённый на всех островах Эгейского моря элемент мужской одежды — брюки (врака). Одежда имеет два варианта — повседневный и праздничный, разница между ними заключается в качестве материала и в украшениях.
Праздничная одежда состоит из синих суконных штанов (шаровар), жилета с отделкой (мейтаногелеко), синего или красного пояса и белой тканой рубашки. На голове мужчины носят складчатую (Сфакийскую) феску со свисающей сбоку голубой кисточкой — фареон — или чёрную фуражку или платок с бахромой. На ногах — высокие сапоги (стиванья) и кальцонья(вязаные шелковые носки). Важным дополнением мужского костюма являются Кадена (цепь), свисающая с шеи и наполовину скрытая, а также серебряный кинжал за поясом.
Критская женская одежда представлена различными вариантами в зависимости от местности (сардза в Сфакии и Агонии и т. д. Наиболее распространённый тип представляет вид враки (нижняя одежда), которая завязывается на щиколотках, сакофустано (юбка) и фартук. На голове женщины носят ведер(платок), а в горных местностях — маленькую красную фескупапази. На ногах — сапоги, которые несколько ниже мужских.
Традиционная критская одежда вышла из повседневного употребления. Её можно увидеть в основном на фольклорных представлениях, в тавернах с народными танцами, в этнографических музеях или коллекциях. В некоторых поселках есть пожилые мужчины и женщины, которые носят критские наряды в упрощённом виде, основу которой составляют враки для мужчин и сакофустано для женщин.

### Искусство

#### Музыка
Музыка Крита — это традиционная форма греческой народной музыки, которая называется Критико (греч. κρητικά). Критская лира является главным народным инструментом на острове — небольшой трехструнный смычковый инструмент, сделанный из тутового или орехового дерева. Критская лютня -лаут(греч. laoúto) и тамбурас — используются как аккомпанемент. Танассис Скордалос и Костас Мундакис — известнейшие критские лирники.
Местные песни разделяют на песни, которые поют во всех регионах острова, и региональные. К первым относятся мантинады (куплеты преимущественно любовного, а также сатирического, исторического, социального содержания). Основная характерная черта мантинады импровизация, которая обычно превращает eё в поэтический поединок певца и лирника. Общекритскими песнями являются такжерифмы, которые пишут римадоры. Они состоят из гомеокаталектичних (с подобным окончанием) стихов повествовательной формы с историческим, социальным или любовным содержанием.
К региональным песням относятся ризитика, песни Западного Крита. Местом их образования является предгорье Белых гор. Ризитика делится на песни тавлас и песни стратас. Первые выполняются как византийские псалмы, без инструментального сопровождения, сидя за столом (тавла), во время радостных событий. Вторые поются в сопровождении музыки в дороге (казнь). На Крите также исполняются общегреческие песни в разных вариациях и на местном диалекте- Акритском, а также исторические, потустороннего мира и другие. Кроме того, популярны и часто употребляемые также отрывки из «Еротокритоса» и других произведений критской литературы.

#### Танцы
Традиционные критские танцы берут своё начало с древности и считаются эволюционной формой ритуального танца Лабиринта, который был перенесён Тесеем на материковую Грецию, где этот танец исполняли в память победы над Минотавром. Сегодня танцевальные ассоциации и ансамбли не только на Крите, но и по всей Греции, пытаются поддерживать и сохранять традиции критского образа жизни. Так, сохранилось 5 основных танцев с местными вариациями.
- Сиганос (медленный): этот танец также называют «танцем Тесея». Танцуют мужчины и женщины, положив руки на плечи. Танец является вступительной частью для пентозалиса. Шаги напоминают шаги пентозалиса, однако здесь они мягче, более медленные и сопровождаются звуками лиры или Лаута.
- Пентозалис: Танец получил название от пяти (пента) основных шагов — зал, как говорят критяне (при повторе — десять). Танцуют мужчины и женщины, держась за плечи и вытянув руки, образуют открытый круг. Этот танец зажигательный, с прыжками, воинственный, указывает на молодость танцовщиков и представляет возможности для большого количества импровизаций под аккомпанемент лиры или Лаута.
- Сиртос (тянущийся): это общегреческий танец, который также называется ханьотикос (ханийский). На Крите его выполняют в местном варианте. Танцоры, мужчины и женщины, взяв друг друга за руки на уровне плеча, двигаются медленно, «затяжными» шагами по открытому кругу. Движения просты и однообразны.
- Кастринос или пидихтос. Танец получил название от Мегало Кастро, то есть Ираклион у. Это исключительно мужской танец, состоящий из восьми шагов в центр круга и восемь обратно.
- Суста (дословно"двуколка "): Танец получил название благодаря ритмичным движениям тела вверх и вниз и мягкого покачивания. Выполняется мужчинами и женщинами, которые находятся друг против друга, и носит любовный характер. Танец состоит из шести подпрыгивающих шагов (при повторе — 12).

Раньше танцевали и другие критские танцы (апаномеритис,кацибардьянос,пирихий), которые почти уже не исполняются в наше время.

#### Живопись и литература
Мы, те, кто умираем, поступаем лучше, чем, те, которые будут жить. Криту не нужны хозяева, всё, что ему нужно — это такие сумасшедшие, как мы. Эти сумасшедшие делают Крит бессмертным.— Никос Казандзакис
Расцвет критской живописи приходится на эпоху Возрождения. Тогда на острове была основана критская школа живописи. К самым известным местным художникам того времени относятся Эммануил Цанес и Теодор Пулакис (XVI век). Также в это время значительный расцвет имел и критский театр, основными представителями которого были Георгий Хортадзис («Эрофила», «Панория») и Вицендзос Корнарос («Жертвоприношение Авраама», «Эротокритос»). «Эротокритос» («испытанный любовью») — романтическая любовная поэма, длиной в 10 тысяч строк, написанная Корнаросом в начале XVII века, считается классикой литературы греческого Возрождения. На Крите также родился выдающийся живописец Доменикос Теотокопулос (1541—1614), более известный под именем Эль Греко.
В Ираклионе родился выдающийся критский писатель, поэт, драматург и философ Никос Казандзакис (1883—1957). Его самый известный роман «Грек Зорба» был экранизирован режиссёром Михалисом Какояннисом в 1964 году. Среди других известных критских писателей — Одисеас Элитис (1911—1996), лауреат Нобелевской премии по литературе 1979 года, Христофорос Лионтакис (1945—2019), Маро Дука (р. 1947) и Мимис Андрулакис (р. 1951).

#### Народное искусство
Критяне известны своим умением создавать вручную различные изделия, большинство из которых — предметы повседневного обихода. Женщины занимаются ткачеством, вышивкой и плетением корзин, мужчины — резьбой по дереву, изготовлением народных инструментов, ножей и также плетением корзин.
- Ткачество Особое место в каждом сельском доме занимает ткацкий станок. Критские ткани отличаются плотным ткачеством, цветовой гаммой и декором (узорами и вышивкой). На критских тканях преобладает красный цвет, тогда как вышивка отличается многоцветие, а материалом является хлопок, шерсть, лен, шелк, в зависимости от вида и назначения ткани. Раньше женщины сами красили нитки, используя натуральные красители — корни растений, листья, цветы, плоды, древесную кору и т. п., а также сажу из печи и синьку (обычно для окраски материала при изготовлении вракы). Процесс окрашивания был сложным и требовал много времени и опыта. Критские ткани — это предметы повседневного обихода, необходимые в сельском быту, или одежду: патаньес и храмья(виды покрывал для кроватей), рядная, полотенца, скатерти. Кроме того, это — друвадес(мешки), просомья (многоцветные ткани, которыми женщины накрывали плечо, на которое ставили кувшин с водой), фартук и пелёнки для новорождённых, вракозонес (пояса для мужской одежды) и другие изделия.
- Вышивка. Критские женщины, кроме работы на ткацком станке, занимались (а большинство занимается и сейчас) рукоделием. Подбирая нужные сочетания цветов и гармоничные композиции, они создают шедевры критского народного искусства. Наиболее знаменитые вышивки — ретимниотские, сделанные характерной ретимниотской или критской иглой.
- Керамика. Искусство работы с глиной берёт своё начало ещё с минойской эпохи. Крупными центрами гончарного ремесла были Неприятность в области Ханьи, Маргаритес в области Ретимно и Кентри вблизи Иерапетра. Однако самым известным был поселок Фрапсано в области Ираклиона, жители которого занимались гончарством со времен венецианского владычества. В основном они изготовляли пифос ы, которые напоминают минойские и используются для хранения масла. Кроме того, производилась и другая керамика меньших форм для домашнего потребления (кадобы, кувшины и т. п.). В наше время на Крите есть гончары, изготавливающие декоративную керамику.
- Плетение корзин. Критяне плели корзины для повседневного потребления: кофес для переноски винограда во время сбора, старокофинидес для хранения плодов, тупья для приготовления сыра, псомокофинидес для хранения хлеба и другие.
- Изготовление ножей. В Ханье и Ираклионе существовало много мастерских, в которых изготавливали ножи, некоторые из которых сохранились и поныне. Традиционные критские ножи известны изяществом, декором и прочностью. Они имеют цельный стальной клин с другом заострённой стороной и рукояти из рога животных с внешней кожаной накладкой. Ножны серебряные, украшены гравировкой с различными народными мотивами.
- Резьба по дереву. В древности резчики по дереву (таядоры) занимались преимущественно церковным искусством — вырезали иконостас и аналой, амвон и подсвечник и другие изделия с элементами востока, которыми украшали церкви. Одним из видов резьбы по дереву было изготовление народных инструментов. Сегодня таких мастеров осталось очень мало, однако в довольно многих местностях (в основном, в горных) есть люди, которые изготавливают различные изысканные маленькие изделия: ложки, вилки, печати для просфор, лиры и другие предметы.

### События, праздники и фестивали
Область Ираклиона:
1 июля — 15 сентября: Фестиваль «Ираклион-Лето». Управление Ираклиона уже много лет проводит этот праздник, программа которого включает музыку, песни, выступления хоров, танцы (греческие и международные, современные и фольклорные ансамбли, театр, изобразительное и другие виды искусства). Культурные мероприятия проходят в следующих местах:
- Театр-сад Н. Казандзакиса,
- Малый городской театр-сад,
- Городской театр в Порту,
- Базилика Св. Марка,
- Зал «Доменикос Теотокопулос» вблизи фонтана Морозини.

В зимний период Городское управление и местные культурные организации проводят ещё ряд мероприятий — лекции, спектакли, концерты и т. п.
В Ираклионе отмечают также следующие праздники:
- 25 августа: праздник Св. Тита
- 11 ноября: праздник Св. Мины

Во многих поселках области местные культурные ассоциации организуют различные культурные программы с конца июля до середины августа.
 Область Лассити:
- Агиос-Николаос: Пасха. Посреди озера устанавливают помост, на котором «сжигают Иуду» — традиционный пасхальный обычай. Летом культурный центр города огранизовуе фестиваль под названием «ЛАТО» с большой культурной программой, танцами, музыкой, песнями, театральными представлениями для детей и взрослых и тому подобным. На фестиваль собираются местные художественные коллективы, а также артисты со всей Греции.
- Элунда: Летом местная ассоциация проводит культурные мероприятия.
- Иерапетра: июль-август — художественный фестиваль «Кирвии», программа которого включает музыку, танцы, выставки.
- Критса: 6 августа — праздник Преображение Спасителя на Кафорском плоскогорье. 15 августа — литургия в византийской церкви Богородицы Кери.
- Монастырь Топлу: Вознесение Господне. Всенощная литургия в монастыре.
- Неаполе: 15 августа — праздник Богородицы.
- Ласифийское плоскогорье:На Ласифийском плоскогорье отмечают многие из традиционных праздников.
- Сития: В летние месяцы Городское управление организует фестиваль «Корнарии». 15 — 20 августа — праздник Султанины.

 Область Ретимно:
- Ретимно: На Масленицу проводится Ритимниотский карнавал с танцами и песнями. В конце июля в городском парке проводится праздник вина. В конце июля — первые дни августа проводится Ренессансный фестиваль Ретимно, включающий культурную программу (концерты, театр, танцы, пантомима), а также другие мероприятия, содержание которых связано с эпохой Возрождения. Большинство этих мероприятий проходит в Театре Фортецца. 8 ноября — национальный праздник с культурной программой в честь годовщины «Взрыва Аркадийского монастыря».
- Аногиа: праздник Вознесения, праздник скотоводов. В середине августа — фестиваль «Аногиа». 15 августа — праздник Богородицы.
- Аркадийский монастырь: 8 ноября — празднование годовщины «Взрыва Аркадийского монастыря».
- Панорм: Масленица — Чистый Понедельник, традиционный карнавал. Летом проводятся культурные мероприятия с «Критскими вечерам».

 Область Ханьи:
- Ханья: В мае проходят спортивные соревнования «Венизелии». В августе Городское управление Ханье организовывает культурные мероприятия, включающие разнообразную художественную программу и выставки.
- Вамос: Культурные мероприятия в начале августа с музыкой, танцами, песнями и выставками.
- Кастелли: август — художественный фестиваль «Грамвусии», включающий музыкальные вечера, выставки и т. п.
- Малое: май — празднование годовщины Битвы за Крит.
- Палеохора: начало августа — художественный фестиваль «Музыкальный август».

Ниже в таблице приведены праздники — как общегреческие, так и региональные:
| Дата          | Название                                               | Описание                          |
| ------------- | ------------------------------------------------------ | --------------------------------- |
| 1—7 января    | Крещение Господне                                      |                                   |
| Январь        | Карнавал                                               | Маскарад до начала Великого поста |
| Март — апрель | Пасха                                                  |                                   |
| 25 марта      | Празднование Дня независимости                         | Парады и танцы                    |
| 1 мая         |                                                        | Празднование прихода весны.       |
| 20—27 мая     | Празднование годовщины Битвы за Крит                   | Отмечается в Ханье.               |
| Июнь          | Морская неделя                                         | Выставки и фейерверки.            |
| 25 августа    | Праздник Св. Тита                                      | Праздник отмечают в Ираклионе.    |
| 28 октября    | День Охи                                               | Национальный праздник             |
| 7—9 ноября    | Празднование годовщины «Взрыва Аркадийского монастыря» | Национальный праздник.            |

#### Свадьба
В критских деревнях, в соответствии с давними семейными обычаями, перед тем, как сыграть свадьбу, нужно было получить согласие родителей, прежде всего самого отца. Поэтому будущие супруги просили у родителей согласия и благословения. Свадьбе предшествовали помолвка (обряд сватовства), которая происходила в доме невесты и которую освящал священник, после чего составлялся договор о приданом.
Обычно свадьба происходила в воскресенье или в другой праздничный день, но никогда — во вторник, среду или в мае. За несколько дней до свадьбы приглашённые присылали подарки — вино, масло, сыр и мясо. Перед совершением обряда приданое, которое в основном составляли ткани, вышивка и предметы быта, приносили из дома молодой в дом жениха, где должна была жить будущая пара. Приданое перевозили на лошадях в сопровождении игры на лире, песен и стрельбы, которую устраивали родственники и друзья принимавшие участие в праздничной процессии.
Таинство брака осуществлялось в соответствии с церковными обрядами, после чего молодые танцевали в саду под звуки музыки и свадебных песен в сопровождении гостей. Танец продолжался в доме. Перед тем, как зайти в дом, невеста чертила медом знак креста и разламывали у входа плод граната. Все эти действия имели символическое значение, которое заключалось в том, что жизнь молодых должна быть сладкой, как мед, прочным и творческим, как лемех, спокойным, как агнец, плодотворным и обильным, как зерна граната. После этого молодые садились на пастос- лежанку, украшенную цветами и символическими ветками, а гости пели им пастика — песни, прославляющие радость семейной жизни. Затем начинался пир с песнями и танцами, продолжавшийся два последующих дня.
Многочисленные элементы традиционной критской свадьбы продолжают сохраняться и в наши дни во многих местах острова.

### Кухня
На критском столе всегда присутствуют местные маслины и сыр, салаты из полевых трав, заправленные оливковым маслом, и бобовые.
Типичными критскими блюдами являются: хохльи (улитки), мясо офто (крупные куски баранины или козлятины, запечённые на углях, варёная козлятина), стака (из сливочного масла и муки), сфакиани Турта (баранина с творогом на листовом тесте, запечённая в духовке), калицунья (небольшие пирожки из сделанного вручную листового теста с начинкой мягкого белого сыра анфотирос, жареные на оливковом масле), мусака (блюдо из баранины, баклажанов и помидоров, которые заливается соусом из молока, муки, сыра и яиц и запекается в духовке)
В сельской местности собирают улиток, которых готовят с розмарином и вином. Мелкий рогатый скот, кроме мяса, даёт также различные молочные продукты — молоко, сыры, в том числе мизифру, гравьеру,
фету и уникальное стаковутиро для традиционного критского плова Котопули. Кроме того, в сельской местности разводят кур и кроликов. Высокие вкусовые качества критской кухни объясняются обильным использованием оливкового масла. Местные ячменные сухари паксимадья с оливками часто составляют полное одноразовое питание жителей острова. Известное блюдо критский Дакос — сочетание местных свежих продуктов — ячменного сухаря, оливкового масла и соли. Зимой готовят колбасы и омафьес или циладья (студень) со свининой).
К еде подаётся критское вино. Типичным критским напитком является цикудия или раки — крепкий спиртной напиток из плодов шелковицы или винограда. Морская кухня представлена разнообразными рыбами, морскими ежами, кальмарами, каракатицами, омарами, креветками и моллюсками.
На десерт критяне едят традиционное домашнее сладкое, изготовленное из домашних продуктов — мизифропитакья, ксеротигана, лихнаракья и варенье.
На острове много таверн и ресторанов, в которых подают традиционные критские блюда, закуски, вино и цикудию.
Во время больших религиозных праздников и знаменательных событий критские женщины обычно готовят тесто, выпекают и украшают традиционную выпечку. На Рождество готовят христопсома или ставропсома («Христов хлеб»), на Пасху — авгокулурес («яичные лепешки») или лампрокулурес («пасхальные калачи»), на праздник Успения Богородицы 15 августа — фтазима («самозамешенный хлеб»). Особый хлеб пекут на свадьбы, крестины и другие события. Такой хлеб украшают рельефным декором из теста и поэтому считается особым образцом народного искусства. Из молотой на жерновах пшеницы готовят хондрос, который используют для приготовления многих блюд и прежде всего — особого вида супа.